# Evanston (Wyoming)
Evanston è una città ed è il capoluogo della contea di Uinta, Wyoming, Stati Uniti. La popolazione era di 12 359 abitanti al censimento del 2010. Si trova al confine con lo Utah.

## Geografia fisica
Secondo lo United States Census Bureau, ha un'area totale di 10,32 mi² (26,73 km²).

## Storia
Evanston prende il nome da James E. Evans, geometra della Union Pacific Railroad. Un'altra fonte sostiene che prende il nome da John Evans, secondo governatore del Colorado. La città fu fondata durante la costruzione della First Transcontinental Railroad. La ferrovia arrivò nell'area nel novembre 1868 e Harvey Booth aprì un saloon/ristorante in una tenda vicino a quella che ora è Front Street. A dicembre i binari avevano raggiunto Evanston e il primo treno arrivò il 16 dicembre. Tuttavia, gli ordini furono in seguito tramandati dai gestori della ferrovia per spostare la fine della linea a 12 miglia a ovest, verso il Wasatch. Nel giro di tre giorni la maggior parte di Evanston si era trasferita al Wasatch, sembrava che Evanston sarebbe diventata un'altra città di "fine dei tracciati". Fortunatamente, nel giugno del 1869 il quartier generale tornò a Evanston e continuò a crescere. Più tardi, nel 1871, vennero costruite una officina meccanica e una piattaforma girevole, dando a Evanston una longevità non condivisa con molte altre città ferroviarie.
Il legname abbondante e l'acqua lungo il Bear River fecero di Evanston una stazione di rifornimento per le locomotive da fondo. Il carbone veniva estratto a poche miglia a nord di Evanston, ad Almy. Simile ad altre città ferroviarie del Wyoming, all'inizio Evanston aveva una grande popolazione di lavoratori cinesi della ferrovia - a Evanston vivevano sul lato nord dei binari della ferrovia in una piccola "città cinese". Col passare del tempo, la popolazione cinese si ridusse, scomparendo completamente negli anni 1930.
Evanston era una fermata importante sulla Lincoln Highway. L'autostrada correva da est a ovest da East Service Rd a Bear River Dr, da Front Street a Harrison Dr, a sud-ovest di Wasatch Rd fino all'Echo Canyon, nello Utah. Può ancora essere vista lungo l'Interstate 80, che segue i binari della ferrovia in quest'area.
Evanston ha subito una massiccia crescita e cambiamento durante il boom del petrolio negli anni 1980. Le recenti trivellazioni per il gas naturale hanno anche rivitalizzato l'economia dell'area. Union Tank Car lavora su vagoni cisterna ferroviari vicino all'Union Pacific Railroad Complex, localmente indicato come la vecchia piattaforma girevole. E ci sono sforzi per ripristinare la piattaforma girevole e gli edifici storici della ferrovia nell'area del centro. Uno dei restauri più recenti include 1011 Front Street, dove attualmente si trova il Michael's Bar & Grill. Questo ristorante è il più antico Bar & Grill di Evanston e una volta serviva come magazzino per uno dei primi negozi di JCPenney nel paese. Questo edificio, situato nel centro storico di Evanston, è dall'altra parte della strada rispetto al museo in Depot Square.

## Società

### Evoluzione demografica
Secondo il censimento del 2010, la popolazione era di 12 359 abitanti.

### Etnie e minoranze straniere
Secondo il censimento del 2010, la composizione etnica della città era formata dall'89,8% di bianchi, lo 0,3% di afroamericani, l'1,0% di nativi americani, lo 0,3% di asiatici, lo 0,2% di oceanici, il 5,9% di altre razze, e il 2,5% di due o più etnie. Ispanici o latinos di qualunque razza erano il 12,3% della popolazione.